# Sør-Odal
Sør-Odal er en kommune i Innlandet fylke i Norge. Den grænser i nord til Nord-Odal og Grue, i øst til Kongsvinger, i syd til Eidskog, og i vest til Nes. Højeste punkt er Granberget som er 529 moh. Kommunen havde 7.904 indbyggere i 2019.

## Tusenårssted
Kommunens tusenårssted er Galleri Lyshuset, som er en permanent udstilling af kunstneren Kåre Tveters originalarbejder.

## Kendte sør-odølinger
- Peder Sæther († 1886), kjend som Peder Sather, bankier i California, født i Sør-Odal[3]
- Georg Robert Schirmer († 1917), politiker, stortingsmand
- Carl Vestaberg († 1936), forfatter
- Tora Østbye († 1967), forfatter
- Sigvardt Pran († 1975)[4]
- Kåre Tveter, billedkunstner († 2012)[5][6]
- Bjørn Hernæs (1936–), politiker, stortingsmand
- Øystein Sunde (1947–), musiker[7][8]
- Kårstein Eidem Løvaas (1967–), politiker, stortingsmand
- Magnus Gullerud (1991-), håndboldspiller.